# Rayman contre les lapins encore plus crétins
Rayman contre les lapins encore plus crétins (Rayman Raving Rabbids 2) est un jeu faisant partie de la série des Rayman, il s'agit de la suite de Rayman contre les lapins crétins, développé par Ubisoft Paris et édité par Ubisoft.

## Histoire
Après leur invasion ratée sur le monde de Rayman, les Lapins Crétins reviennent pour envahir la Terre ! Et pour cela, ils vont faire le tour de la planète bleue : de l'Amérique du Sud jusqu'à l'Asie, en passant par l'Europe, les États-Unis et sans oublier les Tropiques. C'est donc une nouvelle mission pour Rayman, appelé au secours pour sauver le monde.

## Mini-jeux
Ce nouvel opus compte 51 nouveaux mini-jeux, divisés en plusieurs catégories (FPS, courses, jeux divers et mini-jeux musicaux).
Le nouveau jeu-musical part d'un système similaire au premier opus mais change de contraste. Cette fois ci, fini les lapins arrivant de deux côtés. Maintenant, c'est tout un groupe de musique avec chaque instruments (voix, guitare, batterie, basse, clavier... ) avec chacun un niveau de difficultés différents selon le titre à interprétez que vous avez à manier. Pour cela, c'est simple, des indications défilent à l'écran indiquant soit un mouvement de haut en bas de la télécommande Wii ou du Nunchuk (ou alors pendant les moments où le morceau vous l'obligent, des mouvements rotatifs, circulaires... ). Chaque coup réussi ajoute des points à votre compteur. Le nombre de chansons à interpréter est de six :
- Funkytown - Lipps Inc.
- Smoke On The Water - Deep Purple
- Satisfaction - The Rolling Stones
- Papa's Got A Brand New Bag - James Brown
- Teenager In Love - Dion and the Belmonts
- Celebration - Kool & the Gang

Le FPS est quasiment similaire au premier opus, la seule nouveauté étant que les images d'arrière plans sont des vidéos réelles et que la recharge ne se fait plus avec un coup de nunchuk mais en appuyant sur le bouton A de la Wiimote. Le FPS se déroule à chaque point "important" du globe où les lapins font leur invasion (Paris, New York, Leipzig... ). Le but est simple, à l'aide de vos pistolets à ventouses, il faut bombarder les Lapins envahissant l'écran.
Les autres mini-jeux sont plus divers : jeu d'adresse, de force, de précision. Par exemple, vous maîtrisez un lapin serveur dans un grand restaurant portant des assiettes avec des hamburgers, en tenant droit votre télécommande Wii, vous devez évitez qu'il ne les fasse tomber. Les mini-jeux se déroulent dans des décors (salle de classe avec des boules de papiers, dans le métro londonien avec un dresseur de serpents... ). Certaines épreuves sont d'ailleurs plus que crétines d'où le nom du jeu (traversée aérienne d'un canyon en pétant, gobage de papillons dans la jungle, destruction des Champs-Élysées en rotant...).

## Accueil
- Jeuxvidéo.com : 13/20[1]